# Нельсон Куевас
Нельсон Куевас (ісп. Nelson Cuevas, нар. 10 січня 1980, Асунсьйон) — парагвайський футболіст, що грав на позиції нападника. У складі національної збірної Парагваю був учасником двох чемпіонатів світу.

## Клубна кар'єра
Народився 10 січня 1980 року в місті Асунсьйон. Вихованець футбольної школи клубу «Спорт Колумбія».
У дорослому футболі дебютував 1998 року виступами за команду «Атлетіко Тембетарі». У 1998 році він перейшов в Аргентинський «Рівер Плейт», у складі якого він 5 разів виграв чемпіонат Аргентини. Також він запам'ятався фанатам команди завдяки його голам в дербі проти «Бока Хуніорс». У 2003 році він перейшов на правах оренди в китайський «Інтер Шанхай». З новою командою він посів друге місце в чемпіонаті Китаю, після чого повернувся в Аргентину.
На початку 2005 року Нельсон перейшов у мексиканську «Америку», яка тут же віддала його в оренду в «Пачуку», у складі якої він виграв чемпіонат Мексики у сезоні Клаусури-2006. Після перемоги в Примері Куевас повернувся в «Америку» і провів там ще один сезон, а також допоміг клубу зайняти 4-те місце на клубному чемпіонаті світу 2006 року в Японії. 2007 року столичний клуб відпустив півзахисника на перегляд в англійський «Портсмут». Після закінчення перегляду керівництво «Портсмута» і «Блекберн Роверз» намагались підписати Куеваса, але в результаті парагваєць повернувся на батьківщину в «Лібертад». З новим кулбом Нельсон став чемпіоном у своєму першому сезоні.
Влітку 2008 року Куевас уклав контракт з бразильським «Сантосум», але вже 15 січня 2009 року угода була розірвана. Новою командою Нельсона став чилійський «Універсідад де Чилі», з яким півзахисник виграв свій восьмий чемпіонат.
Сезон 2009/10 Нельсон провів у стані парагвайської «Олімпії». Після цього Куевас виступав за іспанське «Альбасете», мексиканську «Пуеблу», а також парагвайські «Серро Портеньйо» та «Спортіво Лукеньйо», але ніде не затримувався на довго.
У 2012 році Куевас підписав контракт з клубом «Спортіво Карапегуа». 30 липня в матчі проти «Соль де Америка» він дебютував у новій команді. 29 серпня в поєдинку проти свого колишнього клубу «Лібертада» він забив свій перший гол за клуб. Завершив ігрову кар'єру на початку 2013 року через травму коліна, натомість почав займатись співом.

## Виступи за збірні
У складі молодіжної збірної Парагваю поїхав на молодіжний чемпіонат світу 1999 року в Нігерії, де забив у матчі групового етапу з Коста-Рикою (3:1), а збірна вилетіла в 1/8 фіналу.
Не маючи у своєму активні жоного матчу за національну команду, Нельсон був включений у заявку на домашній Кубок Америки 1999 року, де 29 червня 1999 року в матчі-відкриття дебютував у складі національної збірної Парагваю в грі проти збірної Болівії (0:0). Через три дні зіграв і у другому матчі на турнірі проти Японії (4:0), після чого в рамках турніру більше на поле не виходив, а його збірна вилетіла в чвертьфіналі.
Згодом у складі збірної був учасником чемпіонату світу 2002 року в Японії і Південній Кореї. На турнірі він двічі забив у матчі проти збірної Словенії (3:1), тим самим забивши свої перші голи за збірну і забезпечивши їй вихід в 1/8 змагань.
Через чотири роки Куевас поїхав і на наступний чемпіонат світу 2006 року. У Німеччині його команда не змогла вийти з групи, а сам Куевас взяв участь лише в останньому матчі групового етапу проти збірної Тринідаду і Тобаго, в якому забив гол, який виявився останнім, шостим, для Нельсона за збірну.
Останнім великим турніром для Куеваса став розіграш Кубка Америки 2007 року у Венесуелі, де нападник зіграв одну гру — 5 липня 2007 року проти Аргентини (0:1). В підсумку цей матч виявився і загалом останнім у кар'єрі Куеваса за Парагвай. Всього протягом кар'єри у національній команді, яка тривала 8 років, провів у її формі 41 матч, забивши 6 голів.

## Досягнення
- Чемпіон Аргентини: Апертура 1999/00, Клаусура 1999/00, Клаусура 2001/02, Клаусура 2002/03, Клаусура 2003/04
- Чемпіон Мексики: Клаусура 2006
- Чемпіон Парагваю: Апертура 2008
- Чемпіон Чилі: Апертура 2009